# Headbang Contest
 (juillet 2019).
Le Headbang Contest (abrégé en HBC) est un festival consacré aux groupes de métal émergents, principalement en France, entre 2011 et 2018, organisé par le producteur de concerts Access Live.
En 7 ans d'existence (6 éditions),  le Headbang Contest a organisé 122 concerts réunissant près de 280 groupes à Paris, Lyon, Toulouse, Montpellier, Grenoble et Nancy. Les groupes gagnants remportent une place au Motocultor Festival, ainsi que divers autres prix qui évoluent chaque année.

## Fonctionnement

### Participation
Tous les groupes souhaitant participer au concours Headbang doivent s'inscrire sur le site du tremplin, en remplissant un formulaire. Les seules conditions pour participer sont de jouer de la musique métal, d'avoir un répertoire de plus de 25 minutes et d'habiter près des villes proposées.

### Concert
Les concerts sont organisés dans des salles allant de 150 personnes pour les plus petites, à 800 personnes pour les plus grandes. Les organisateurs mettent à la disposition des artistes un orchestre complet, du personnel et une salle de travail. Les groupes jouent de 25 à 35 minutes, selon la ville ou l'étape du tremplin. Lors des finales régionales et nationales, les soirées sont animées par Jérôme Benoit (Djej) du groupe Hell Of A Ride et Florent Charlet (Flow) du groupe 6:33.

### Jury
Les groupes gagnants sont choisis uniquement sur recommandation d'un jury,, de professionnels de la musique. Entre 2 et 10 d'entre eux assisteront à chacun des 122 concerts, en fonction de l'étape de la compétition. Les résultats sont publiés sur les réseaux sociaux le lendemain du concert, sauf pour les finales régionales et nationales, qui sont annoncées directement par le jury sur scène.

### Prix
Les groupes gagnants du tremplin (1 en 2012 et 2 chaque année par la suite) gagnent une place au  Motocultor Festival Open Air. Pour les éditions 2012, 2013 et 2014, les gagnants jouent sur la  Supositor Stage (petite scène), et depuis 2015 sur la Dave Mustage (grande scène).
De 2013 à 2015, les lauréats ont été interviewés dans un article de deux pages dans Hard Rock Mag. En 2013, les demi-finalistes parisiens ont été invités à enregistrer une compilation dans un studio d'enregistrement. Cinq mille exemplaires de cette compilation ont été produits et distribués gratuitement à la porte des concerts du Headbang Contest la saison suivante. En 2014, la finale nationale s'est déroulée à Triel Open Air.
En 2015, un épisode de l'émission Une Dose 2 Metal a été enregistré lors de la finale nationale à Paris,

## Les 6 éditions

### Saison 2011-2012
La première édition est ouverte uniquement aux groupes parisiens. Les 20 groupes participants se produisent sur 9 concerts.
Le groupe Pervert Asshole remporte la victoire lors de la finale du 12 mai 2012, au Batofar et se produira au Motocultor Festival 2012.

### Saison 2012-2013
La deuxième édition a lieu à Paris et Lyon, avec 65 groupes participants (47 à Paris et 18 à Lyon) qui se produisent sur 24 concerts.
Les groupes Lutece et Sustaincore sont respectivement vainqueurs à Paris et Lyon. Ils se produisent tous les deux au Motocultor Festival 2013 et au Triel Open Air 2013.

### Saison 2013-2014
Le troisième édition a lieu à Paris, Lyon, Toulouse et Montpellier. 92 groupes y participent (50 à Paris, 18 à Lyon, 12 à Toulouse et 12 à Montpellier) sur 31 concerts.
Une finale nationale est organisée au Triel Open Air (festival rock et metal à Triel-sur-Seine), auxquelles les 4 villes sont représentées par les vainqueurs des finales régionales.
Les groupes Naïve (Toulouse) et Enemy of The Enemy (Paris) remportent la victoire et se produiront au Motocultor Festival 2014.

### Saison 2014-2015
La quatrième édition a lieu à Paris, Lyon et Grenoble. 74 groupes y participent (50 à Paris, 18 à Lyon et 6 à Grenoble) sur 26 concerts.
Le Triel Open Air 2015 ayant été annulé en raison de « vives tensions entre la municipalité et les pouvoirs publics » (il n'y aura plus aucune édition après 2014), les organisateurs organisent une finale nationale au Divan du Monde, et invitent Loudblast à jouer en tête d'affiche,,. Les 3 villes sont représentées par 5 groupes, vainqueurs des finales régionales (dont 3 de Paris).
Le concert fait l'objet d'un reportage pour l'émission Une Dose 2 Metal. Les groupes Heart Attack (Grenoble) et One Last Shot (Paris) remportent la victoire,,, et se produisent au Motocultor Festival 2015.

### Saison 2015-2016
La cinquième édition a lieu à Paris, Grenoble et Nancy (Pagney-derrière-Barine). 61 groupes y participent (48 à Paris, 7 à Grenoble et 6 à Nancy) sur 23 concerts.
La finale nationale a lieu à la Flèche d'Or à Paris, l'Esprit du Clan est invité à jouer en tête d'affiche. Les 3 villes sont représentés par les 5 groupes vainqueurs des finales régionales (dont 3 de Paris).
Les groupes Gaidjinn (Paris) et Fractal Universe, (Nancy) remportent la victoire, et se produisent au Motocultor Festival 2016.

### Saison 2016-2017
La sixième édition du Headbang Contest est reportée à la suite d'incertitudes avec le Motocultor Festival. Le festival n'étant pas en mesure de confirmer l'édition 2017, les organisateurs n'ont pas souhaité prendre le risque d'organiser le tremplin sans avoir la certitude que les vainqueurs pourront s'y produire.
Le 14 septembre 2016, un communiqué est publié par Access Live,.
Une édition du tremplin est rapidement confirmée pour la prochaine saison.

### Saison 2017-2018
Le Motocultor Festival ayant confirmé l'édition 2018 suffisamment tôt, l'organisation accepte d'organiser une sixième et dernière édition, à Paris uniquement. 30 groupes y participent sur 9 concerts. La finale a lieu à Petit Bain à Paris, 6 groupes y participent.
Les groupes Dead Bones Bunny et Serenius remportent la victoire et sont programmés au Motocultor Festival 2018.

## Fin
Après la sixième et dernière édition, les organisateurs mettent un terme au tremplin, préférant se consacrer à d'autres activités.